# Herbert Kroemer
Herbert Kroemer (alemany: Herbert Krömer)  (Weimar, 25 d'agost de 1928 - 8 de març de 2024) va ser un físic i professor universitari estatunidenc d'origen alemany, guardonat amb el Premi Nobel de Física l'any 2000.
Va néixer el 25 d'agost de 1928 a la ciutat alemanya de Weimar, situada a l'estat alemany de Turíngia. Va estudiar física a la Universitat de Göttingen, on es doctorà l'any 1952. Després de treballar en diversos laboratoris de recerca científica a Alemanya, es traslladà als Estats Units, on fou nomenat professor d'enginyeria electrònica a la Universitat de Colorado l'any 1968, càrrec que ocupà fins al 1976. Va ser professor d'enginyeria elèctrica i computació a la Universitat de Califòrnia de Santa Bàrbara.
La seva recerca científica se centrà en el programa d'investigació en l'emergent tecnologia del semiconductor. Kroemer, membre de l'Acadèmia Nacional d'Enginyeria, preferí treballar sempre en els problemes que estan davant de la tecnologia de corrent. Durant la dècada del 1950, fou el primer a precisar els avantatges de la incorporació d'heteroencaixos en els semiconductors, desenvolupant l'any 1963 el concepte del làser de doble heteroestructura.
L'any 2000 fou guardonat, juntament amb el físic rus Jorés Alfiórov, amb el Premi Nobel de Física pel desenvolupament d'heteroestructures per a semiconductors d'alta velocitat i optoelectrònica. El guardó fou concedit ex aequo amb l'enginyer Jack Kilby per la invenció del circuit integrat.